# NGC 4777
NGC 4777 é uma galáxia espiral (Sa) localizada na direcção da constelação de Virgo, a 22 milhões de anos-luz da Terra. Possui uma declinação de -08° 46' 31" e uma ascensão recta de 12 horas, 53 minutos e 58,5 segundos.

A galáxia NGC 4777 foi descoberta em 3 de Março de 1786 por William Herschel.